# Alsace 20
Alsace 20, anciennement nommée Alsatic TV, est une ancienne chaîne de télévision régionale traitant de l'actualité de la région Alsace, diffusée du 25 septembre 2006 au 28 juin 2022.

## Histoire
Nommée Alsatic TV lors de son démarrage en 2006, la chaine est créée à l’initiative des deux quotidiens régionaux, les DNA et l’Alsace. La chaîne est "100% régionale" dans son capital, son équipe et ses programmes.
Alsatic TV intègre la TNT alsacienne à partir du 1er décembre 2008. Elle est disponible sur la chaîne n°20.
En septembre 2009, Alsatic TV est renommée Alsace 20.
En 2012 avec une audience de 300.000 téléspectateurs par semaine, la chaîne, présente sur la TNT est rachetée par Dominique Formhals au Crédit Mutuel. La société Aquatique Show de Dominique Formhals, déjà présente au capital depuis l'origine détient 57 % des parts. Deux salariés détiennent eux 39 % des parts. Les sociétés HDR (Daniel Trabucco), IFMO (Jean-Luc Bury), Stacco (Raymond Schweitzer) ainsi que le Président de la SIG (Martial Bellon), à titre personnel, complètent le tour de table des actionnaires. Les collectivités (région Grand Est, EMS, Départements) soutiennent également Alsace 20 à hauteur de 50 % de son budget en lui apportant une aide financière.
Chaque année, Alsace 20 produit cinq cents heures de programmes avec un budget de 1,5 million d'euros.

### Identité visuelle (logo)

Logo d'Alsatic TV de septembre 2006 à septembre 2009.
Logo d'Alsace 20 de septembre 2009 à janvier 2013.
Logo d'Alsace 20 de janvier 2013 à septembre 2017.
Logo d'Alsace 20 de septembre 2017 au 28 juin 2022.

### Slogan
- De 2006 à 2009 : « Proche de vous, avec vous »
- De 2009 à 2012 : « Unique comme vous »
- De 2012 à 2013 : « La seule chaîne 100% régionale »
- De 2013 à 2018 : « La chaîne Alsace »
- De 2018 au 28 juin 2022 : « Votre télé au cœur de la vie alsacienne »

## Diffusion
Alsace 20 diffuse ses programmes sur la TNT régionale gratuite sur la chaîne n°20 de 2008 à 2012 puis sur la chaîne n°30 de 2012 à 2022. Sa diffusion est complétée par le site internet de la chaîne (www.alsace20.tv), les chaînes YouTube et Dailymotion, les applications gratuites ainsi que ses réseaux sociaux Facebook, Twitter, Instagram.
Depuis le passage de l'Alsace au "tout numérique" en février 2010, Alsace 20 peut être captée par près de 98 % de la population alsacienne en passant soit par la TNT soit par les autres canaux de diffusion.
Du 5 avril 2016 à sa fermeture, Alsace 20 diffuse ses programmes en HD sur la TNT.